# Tennistoernooi van Tokio 2004
|                                          |  |                                   |
| Maria Sjarapova, winnares bij de vrouwen |  | Jiří Novák, winnaar bij de mannen |

Het tennistoernooi van Tokio van 2004 werd van 4 tot en met 10 oktober 2004 gespeeld op de hardcourtbanen van het Ariake Tennis Forest Park (met overdekt center court genaamd Ariake Colosseum) in de Japanse hoofdstad Tokio. De officiële naam van het toernooi was AIG Japan Open.
Het toernooi bestond uit twee delen:
- WTA-toernooi van Japan 2004, het toernooi voor de vrouwen
- ATP-toernooi van Tokio 2004, het toernooi voor de mannen

ATP-toernooi van Tokio‎ – WTA-toernooi van Tokio

2000 · 
2001 · 
2002 · 
2003 · 
2004 · 
2005 · 
2006 · 
2007 · 
2008 · 
2009 · 
2010 · 
2011 · 
2012 · 
2013 · 
2014 · 
2015 · 
2016 · 
2017